# كلية الزهراء للبنات
كلية الزهراء للبنات؛ هي كلية خاصة بالإناث تقع في مرتفعات المطار في محافظة مسقط. تأسست في السنة الدراسية 1999-2000، وكان عدد طالباتها آنذاك 50 طالبًة. 

## الارتباط الأكاديمي
ارتبطت منذ تأسيسها بجامعة عمان الأهلية في الأردن وهي تحت إشراف وزارة التعليم العالي والبحث العلمي والابتكار في سلطنة عُمان.

## برامجها
تطرح برامجها باللغة الإنجليزية عدا قسمي التصميم والحقوق، ومنذ بداياتها طرحت تخصصات الدبلوم في كل من علم الحاسوب، والمحاسبة، وإدارة الأعمال، والعلوم المالية والمصرفية، واللغة الإنجليزية وآدابها، ومع حلول الثالث عشر من أبريل/نيسان عام 2003 سمحت وزارة التعليم العالي باستكمال هذه التخصصات بشهادة البكالوريوس. وفتحت بعدها دائرة للتصميم الجرافيكي، ودائرة للتخطيط وضمان الجودة في الأول من أيلول/سبتمبر عام 2005.

## الدوائر والتخصصات
تتكون الكلية حاليًا من الدوائر التالية:
- دائرة البرنامج التأسيسي العام.
- دائرة اللغة الإنجليزية وآدابها.
- دائرة تكنولوجيا المعلومات.
- دائرة العلوم المالية والإدارية.
- دائرة الحقوق.
- دائرة التصميم.

## وصلات خارجية
- الموقع الرسمي